# Jules Adolphe Goupil

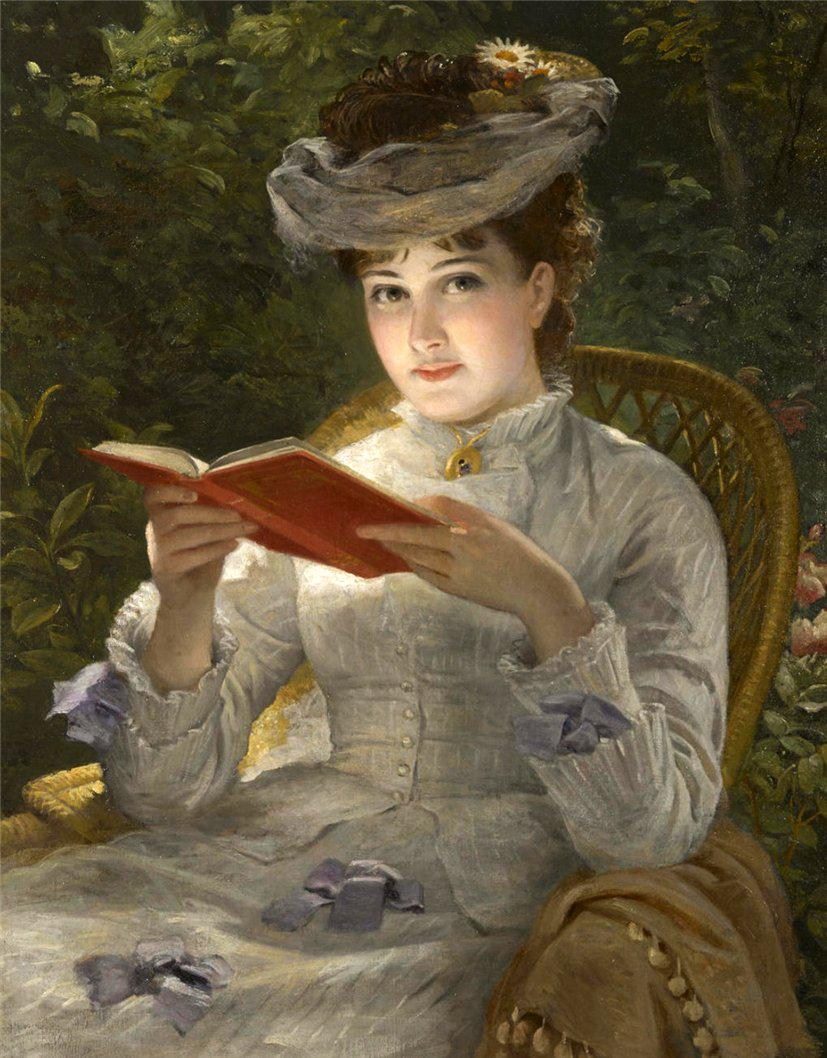
Ana Bolena Arquer

Jules Adolphe Goupil (* 7. Mai 1839 in Paris; † 28. April 1883 in Neuilly-sur-Seine) war ein französischer Porträt- und Genremaler.
Jules Adolphe Goupil wurde als Sohn von Marie-Élisabeth Havard und Pierre-Charles Goupil geboren. Er hatte einen älteren Bruder, ebenfalls einen Maler, Léon-Lucien Goupil (1834–1891).
Goupil studierte an der École des Beaux-Arts de Paris bei Ary Scheffer und Florent Willems.
1857 debütierte er im Salon de Paris mit seinem Selbstporträt. Er gewann Preise in den Jahren 1873, 1874, 1875 und 1878. Er stellte auch in Salons in Brüssel und München aus.
Im Januar 1881 wurde er vom Ministerium für bildende Künste zum Ritter der Ehrenlegion ernannt. Im selben Jahr erschien eine Reihe seiner Radierungen im Verlag von Alfred Cadarts Witwe.
Er starb im Alter von 43 Jahren während einer Rückreise aus Nizza.